# Wilczy Groń (Złatna)
Wilczy Groń (ok. 960 m) – mało wybitne wzniesienie w Grupie Pilska w Beskidzie Żywiecko-Orawskim (Beskidy Orawskie na Słowacji), znajdujące się w granicznym grzbiecie polsko-słowackim, pomiędzy Połomem i Wielkim Groniem. W północno-zachodnim kierunku do doliny Bystrej w miejscowości Złatna opada z niego krótka grzęda oddzielająca doliny dwóch niewielkich potoków, dopływów Bystrej; po północnej stronie jest to potok Z Połomi, po południowej Ze Starej Piły.
Wilczy Groń to mało wybitny i niemal całkowicie porośnięty lasem szczyt, ale część jego stoków opadających do doliny potoku Stara Piła to duża i silnie już zarastająca polana. Grzbietem Wilczego Gronia prowadzą dwa znakowane szlaki turystyczne.
Znajduje się w granicach wsi Złatna w województwie śląskim, w powiecie żywieckim w gminie Ujsoły.

## Szlaki turystyczne
Trzy Kopce – Bory Orawskie – Połom – Wielki Groń – Gruba Buczyna – Krawców Wierch – bacówka PTTK na Krawców Wierchu – Glinka.
  słowacki szlak graniczny